# Marty McFly
Marty McFly je jedna z hlavních postav Návratu do budoucnosti, hraná Michaelem J. Foxem. Poté se stal i postavou Návratu do budoucnosti: Animované série (hlas David Kultman) a hry Návrat do budoucnosti (hlas Aj LoCascio) – 5 epizod (poslední je plánovaná na květen 2011). Většina lidí by si myslela, že Fox měl roli od začátku, ale první Marty byl Eric Stoltz.

## Život

### Originální život
Marty se narodil v Hill Valley, Kalifornie roku 1968 do rodiny z Irska (přistěhovali se okolo 1880). Mezi roky 1968 a 1983 je známá jediná věc, a to že Marty zapálil v roce 1975/6 koberec u nich v domě. V roce 1985 má vlastní skupinu, kde hraje na kytaru.

### První cesta do 1955
V pátek 25. října 1985, 8:25 přijal Marty telefonát od přítele Doca, aby ho navštívil v 1:15 v noci. Když přišel k obchodu U Dvou borovic, přivítal ho Doc s DeLoreanem. Když přijeli Libyjci, kteří se mstili za ukradené plutonium, Marty ujel a rozjel DeLorean na 88mph a zmizel do 5. listopadu 1955, 6:00.
Bohužel vlítnul starému Peebodymu do stodoly a podle toho, jak vypadl DeLorean, obrázku na komiksu a Martymu v obleku proti radiaci, mysleli, že je Marty mimozemšťan. Při útěku před kulkami srazí jednu z borovic (až se vrátí bude to U Jedné borovice). Marty jede a zaparkuje auto za bilboardem Lyon Estates, kde žijí v 85. V městě se bohužel setká se svým otcem Georgem, když byl taky 17. A tím, že místo jeho otce, ho srazí dědeček Sam, otec Lorraine – jeho matky, co se do něj zamiluje. Když se setká s Docem, vše se završí s DeLoreanem a nedostatkem plutonia. Ale do poslední chvíle před zmizením Martyho, se to s Loorraine a Georgem nevyřeší. Nakonec se jak určeno políbí nad písní Pod Mořskou hladinou.
Nakonec se podaří, že Marty to stihne a rozjede auto a v 10:04 se DeLorean přenese do 26. října 1985, 1:24. Na první pohled se zdá, že Marty neuspěl, ale Doc vzal dopis, co údajně roztrhal a zjistil o Libyjcích. Nakonec Doc odjede do roku 2015 a Marty zjistí, že George je nad Biffem a Biff není tim pádem ´´šéf´´ George.

## Rodina
Marty je nejmladší syn George McFlye a Lorraine McFlyové. Má bratra Davea a sestru Lindu. Má kamarádku a budoucí manželku Jennifer Parkerovou a přítele Emmeta L.(Lathropa) Browna, vědce kterému říkají Doc. Ten vymyslel zápletku filmu, což je stroj času instalovaný do DeLoreanu (potřebuje se rozjet na 88 mil za hodinu, tedy asi 141 km/h), který je napájen Flux-kapacitátorem (1,210,000,000,000 W), který ho žene skrz naskrz časoprostorovým kontinuem.

### Jméno
Pochází z jmen předků Seamuse a jeho bratra Martina. Martin byl zabit a první dítě Seamuse, co se narodilo v Americe byl Martyho předek, byl to William.